# Latouchia fasciata
Latouchia fasciata är en spindelart som beskrevs av Embrik Strand 1907. Latouchia fasciata ingår i släktet Latouchia och familjen Ctenizidae. Inga underarter finns listade i Catalogue of Life.